# Juan Jover Sañés
Juan Jover Sañés (Barcelona, Cataluña, España; 23 de noviembre de 1903-Sitges, Cataluña, España; 28 de junio de 1960) fue un piloto español de Fórmula 1. Participó sólo en un Gran Premio, en el Gran Premio de España de 1951, aunque ni siquiera pudo empezar la carrera en el Circuito de Pedralbes (Barcelona, Cataluña), debido a una rotura del motor de su Maserati. También fue segundo de las 24 Horas de Le Mans de 1949.
Falleció el 28 de junio de 1960, dos semanas después de su retirada de las carreras, curiosamente por un accidente de tráfico.

## Resultados

### Fórmula 1
(Clave) (negrita indica pole position) (cursiva indica vuelta rápida)

| Año  | Equipo           | 1   | 2   | 3   | 4   | 5   | 6   | 7   | 8       | Res. | Puntos |
| ---- | ---------------- | --- | --- | --- | --- | --- | --- | --- | ------- | ---- | ------ |
| 1951 | Escudería Milano | SUI | 500 | BEL | FRA | GBR | ALE | ITA | ESP DNS | NC   | 0      |